# Decisegundo
El decisegundo es una unidad de tiempo que equivale a la décima de un segundo (s). Se abrevia ds.
1 ds = 0,1 s = 1x10-1 s
Los cronómetros comunes miden los decisegundos transcurridos.

## Equivalencias de otras unidades de tiempo en decisegundos
- Un segundo son 10 decisegundos.
- Un minuto son 600 decisegundos.
- Una hora son 36 000 decisegundos.
- Un día son 864 000 decisegundos.
- Una semana son 6 048 000 decisegundos.
- Un mes son 25 920 000 decisegundos.
- Un año son 315 360 000 decisegundos.
- Un siglo son 31 104 000 000 decisegundos.
- Un milenio son 311 040 000 000 decisegundos.

- Datos: Q3251645